# Medborgerlig samling (1964–1968)
Ej att förväxla med Medborgerlig samling, ett parti bildat 2014.
Medborgerlig samling, MbS, var ett svenskt borgerligt parti, som bildades 1964 och avvecklades efter valet 1968. Det syftade till att öka samarbetet mellan de borgerliga riksdagspartierna, som då utgjordes av Centerpartiet, Folkpartiet och Högerpartiet. Efter 1950-talets sista val hade de borgerliga partierna befunnit sig i opposition trots att de hade större stöd i väljarkåren än socialdemokraterna. Det berodde på att socialdemokratin hade passivt parlamentariskt stöd av Sveriges kommunistiska parti. Men det ansågs också bero på att de borgerliga rösterna fördelades mellan olika partier och tanken var att ett samarbete eller samgående mellan dem skulle öka chanserna att besegra Socialdemokraterna.
I efterdyningarna av valet 1968 avvecklades MbS och huvuddelen av de verksamma återgick till sina respektive partiorganisationer.

## Valrörelsen 1964
Medborgerlig samling startade som en påtryckningsrörelse gentemot de borgerliga partierna i första hand i Fyrstadskretsen, påtryckningar som fick stöd från den dåvarande ledningen för Sydsvenska Dagbladet. Något intresse för sådant samarbete fanns dock inte bland de respektive borgerliga partierna ledningar, och med anledning av detta konstituerades Mbs i april 1964 som en fristående borgerlig valorganisation på ett möte i Lund av personer som redan var aktiva i något av de existerande borgerliga partierna. I valet 1964 fick MbS-listan starkt stöd i Fyrstadskretsen (27,8 procent av rösterna i den valkretsen, motsvarande cirka 65 000 röster) vilket gav tre riksdagsmandat som intogs av Bertil Rubin, Sten Sjöholm och Carl Göran Regnéll. Som jämförelse kan nämnas att Högerpartiet och Folkpartiet fick ett mandat var i den valkretsen.
Under 1965 bildades sedan Samling för Framsteg, som kan sägas ha varit en samlande riksorganisation för tanken med borgerlig samling. Inom denna grupp kom tanken på ett helt nytt allmänborgerligt parti att få allt starkare fäste och inför kommunalvalen 1966 ställde borgerliga listor under samlingsbeteckning upp på flera ställen i såväl Fyrstadskretsen som utanför Skåne (till exempel "Samling 66" i Göteborg). Parallellt med detta lyckades de borgerliga partierna förhandla fram valreformer med socialdemokraterna som gjorde att den borgerliga röstsplittringen inte längre fick lika stor effekt. Med detta försvann en del av incitamenten för samlingsrörelsen.

## Valrörelsen 1968
Inför detta val misslyckades MbS att ena de tre partiernas ledningar i Fyrstadskretsen och kom att ställa upp flera listor under namnet Samling 68. På grund av personliga och privata konflikter i olika omgångar blev resultatet att väljarna i kretsen fick fem vallistor med olika kombinationer av borgerliga ledamöter att ta ställning till. Efter valet 1968 behöll borgerligheten huvuddelen av sina mandat, men entusiasmen för samarbete under beteckningen MbS hade falnat. I efterdyningarna av valet avvecklades MbS och huvuddelen av de verksamma återgick till sina respektive partiorganisationer. En minoritet under den f.d. riksdagsmannen Bertil Rubin kom dock att starta ett nytt parti, Framstegspartiet.